# Гранд-Террас
Гранд-Террас (англ. Grand Terrace) — город в округе Сан-Бернардино в штате Калифорния в Соединённых Штатах Америки.
Согласно данным переписи населения США 2020 года число жителей города 
составляло 13 150 человек, что, для такого небольшого населённого пункта, существенно больше (+ 9.2%), чем было во время предыдущей переписи проводившейся в 2010 году (12 040 человек).

## История
История Гранд-Террас уходит корнями в мексиканские земельные гранты, 1830-х — 1840-х гг. Мормонские поселенцы прибыли сюда примерно в 1850-х годах. Согласно Riverside Press, в 1876 году в районе Террас-Колтон было девять зданий. Первоначально район назывался просто «Террас», но слово «Гранд» было добавлено около 1898 года из-за прекрасных видов, которые окружают город. 

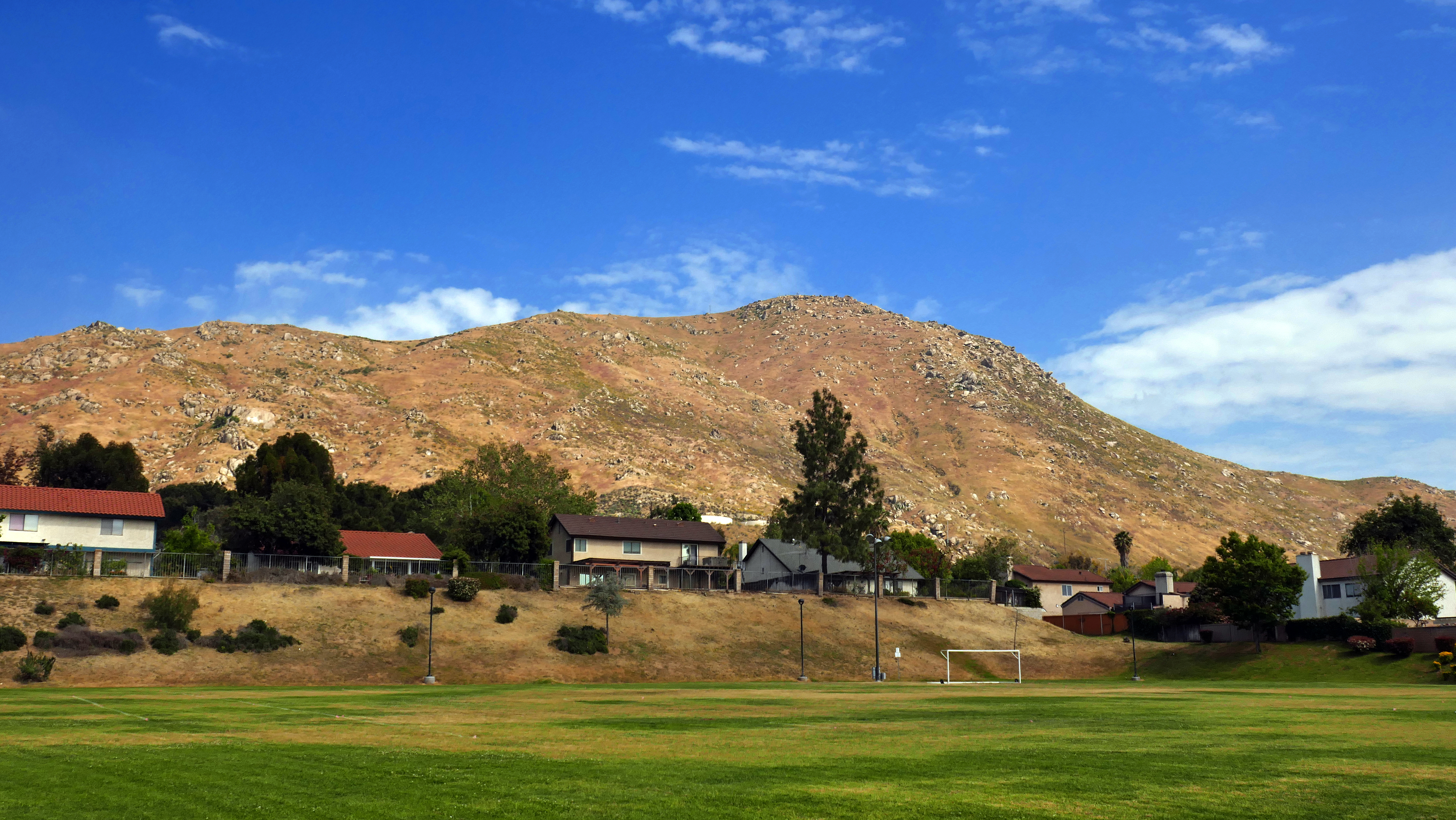
Голубая гора

Быстрое развитие Гранд-Террас началось со строительством канала Гейдж (англ. Gage Canal) длиной 22,5 мили, стоимостью 2 миллиона долларов, который доставлял воду из болот реки Санта-Ана ниже поселения. Благодаря достатку воды для полива Гранд-Террас быстро превратился в сельскохозяйственное сообщество с прекрасными качественными цитрусовыми. Заморозки 1913 года уничтожили многие деревья и тогда, вместе с новыми цитрусовыми, были посажены грецкие орехи, как более выносливые культуры, а также персики, которые помогли отбить убытки из-за неурожая. 
30 ноября 1972 года Гранд-Террас был включён в реестр штата и официально получил статус города.
Девиз, начертанный на городском флаге, — «Город Голубой горы» (его официальный слоган — «Город, стоящий на горе, не может быть скрыт»), и относится к многолетнему цветку люпина, который цветёт на Голубой горе весной и придаёт ей цвет неба.
В 2007 году журнал Money назвал Гранд-Террас одним из «100 лучших мест для жизни в США».

## География

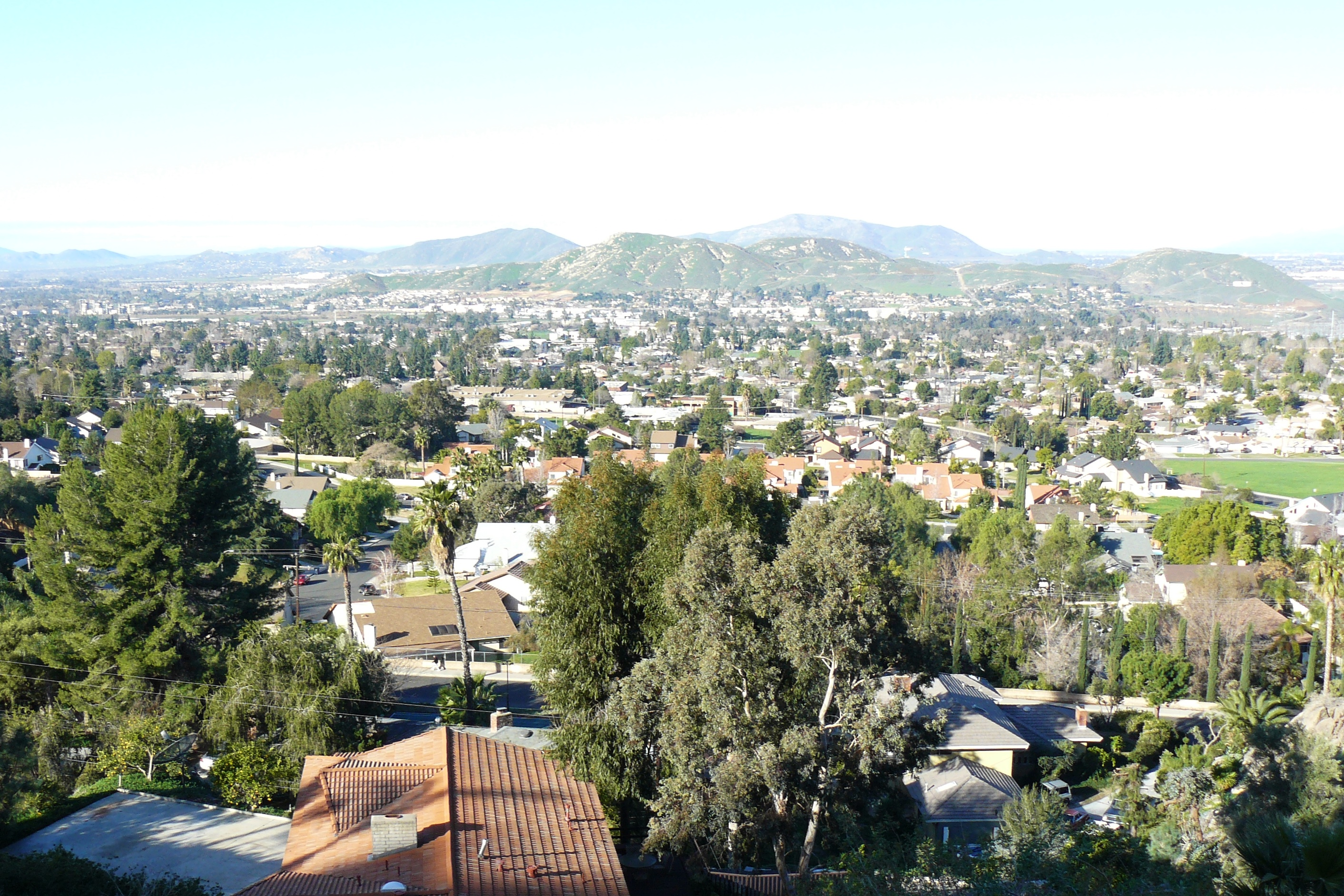
Гранд-Террас

Гранд-Террас расположен между городом Колтоном и некорпоративным сообществом Хайгроув (округ Риверсайд), в индустриальном коридоре вдоль трассы I-215. 
Город находится между двумя горными хребтами: Голубой горой на востоке и холмами Ла-Лома на западе.
Согласно данным представленным Бюро переписи населения США, город имеет общую площадь 3,5 квадратных мили (9,1 км2) и вся эта территория приходится на сушу.